# Persoonioideae
Sous-famille
Classification APG III (2009)
Taxons de rang inférieur
- tribu Persoonieae
  - genre Acidonia
  - genre Garnieria
  - genre Persoonia
  - genre †Persoonieaephyllum
  - genre Toronia
- tribu Placospermaeae
  - genre Placospermum

Les Persoonioideae sont une sous-famille de plante à fleurs de la famille des Proteaceae. Le genre type est Persoonia. Cette sous-famille comprend cinq genres et une centaine d'espèces.

## Taxonomie
Cette sous-famille est décrite et nommée par les botanistes Lawrence Alexander Sidney Johnson et Barbara Gillian Briggs en 1975.

## Liste des genres
Selon Catalogue of Life (4 mars 2021) :
- Acidonia L. A. S. Johnson & B. G. Briggs
- Garnieria Brongn. & Gris
- Persoonia Sm.
- Placospermum C. T. White & W. D. Francis
- Toronia L. A. S. Johnson & B. G. Briggs